# Mormo (mitologia)
Mormo (en grec antic Μορμώ), va ser, segons la mitologia grega, un geni femení amb què s'espantava els nens si no feien bondat. Es deia que mossegava i xuclava la sang als nens dolents, i també als que no ho eren però feien entremaliadures, i els feia rancs. De vegades s'identificava amb Làmia, o amb Mormòlice, que era també un geni terrible que havia estat la mainadera d'Aqueront i, per tant, tenia relació amb el món dels morts i dels fantasmes.